# Antonio Albanese

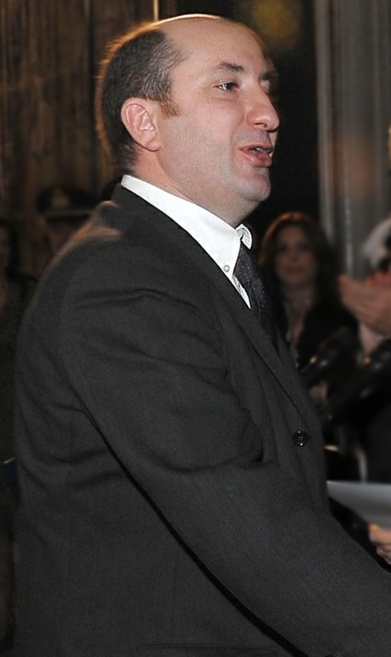
Antonio Albanese

Antonio Albanese (* 10. Oktober 1964 in Olginate, Lombardei) ist ein italienischer Schauspieler, Drehbuchautor und Filmregisseur.

## Leben
Albanese, dessen Familie aus Sizilien stammt, erhielt 1991 das Diplom der Civica Scuola D'Arte Drammatica di Milano. Nach Anfängen in der Mailänder Kabarettszene wurde er schnell vom 
Fernsehen entdeckt und hatte ständige Auftritte in der beliebten Serie Mai dire gol, für die er eine ganze Reihe skurriler Charaktere entwickelte, die er auch in den folgenden Bühnenstücken ausbaute und formte. Im Spielfilm kam der Erfolg mit dem 1996 entstandenen Vesna va veloce von Carlo Mazzacurati; im folgenden Jahr debütierte er als Regisseur des selbstgeschriebenen Uomo d'acqua dolce. 1999 und 2002 folgten weitere Filme in eigener Regie. Jüngere Arbeiten als Schauspieler entstanden für Pupi Avati und Francesca Archibugi.
Seine Fernseharbeiten setzte er dabei fort – so versuchte er 2005 mit Gialappa's Band eine Neuauflage der erfolgreichen Fernsehshow Mai dire gol als Mai dire Lunedì; auch bespielte er weiterhin italienische Bühnen.
Albanese war zweimal für den David di Donatello und viermal für das Nastro d’Argento nominiert, ohne einen der Preise bislang gewinnen zu können.

## Filmografie (Auswahl)
- 1997: Uomo d’acqua dolce
- 1998: Tu ridi
- 2004: È già ieri
- 2005: La seconda nozza di notte (nur Darsteller)
- 2007: Tage und Wolken (Giorni e nuvole)
- 2009: Questione di cuore
- 2011: Qualunquemente
- 2012: To Rome with Love (nur Darsteller)
- 2023: Alles nur Theater? (Grazie ragazzi) (nur Darsteller)